# Un amor
Un amor is een Spaanse romantische dramafilm uit 2023, geregisseerd en mede geschreven door Isabel Coixet en is gebaseerd op het gelijknamige boek van de Spaanse auteur Sara Mesa uit 2020.

## Verhaal
Freelance vertaler Nat ontvlucht de stad en vestigt zich in het plattelandsdorpje La Escapa, waar ze een vijandige omgeving aantreft en een wrede huisbaas. Buurman Andreas, plaatselijk ook wel "de Duitser" genoemd, biedt Nat op onhandige wijze gratis huisreparaties aan in ruil voor seks. Nat accepteert het ondanks aanvankelijke tegenzin en wat volgt is een zelfverslindende passie.

## Rolverdeling
| Acteur                | Personage |
| --------------------- | --------- |
| Hovik Keuchkerian     | Andreas   |
| Laia Costa            | Nat       |
| Hugo Silva            | Piter     |
| Luis Bermejo          | Casero    |
| Ingrid García-Jonsson | Lara      |
| Francesco Carril      | Carlos    |

## Productie
Het scenario, geschreven door Isabel Coixet en Laura Ferrero, is een bewerking van de roman Un amor uit 2020 van Sara Mesa. De film werd geproduceerd door Buena Pinta Media, Perdición Films en Monte Glauco AIE in samenwerking met RTVE, TV3, Movistar Plus+, ICAA en de Gobierno de La Rioja. Er werd gefilmd in de regio La Rioja, onder meer in Nalda, Ribafrecha en Villalobar de Rioja.

## Release en ontvangst
Un amor ging op 26 september 2023 in première op het Internationaal filmfestival van San Sebastián in de competitie voor de Gouden Schelp. De film kreeg overwegend positieve kritieken van de filmcritici, met een score van 78% op Rotten Tomatoes, gebaseerd op 9 beoordelingen. De film werd op 30 november 2023 zeven maal genomineerd voor de Premios Goya 2024 maar won geen enkele prijs.

## Prijzen en nominaties
De belangrijkste:
| Jaar | Prijs                                         | Categorie               | Genomineerde(n)              | Uitslag     |
| ---- | --------------------------------------------- | ----------------------- | ---------------------------- | ----------- |
| 2024 | Premios Goya                                  | Beste film              | Beste film                   | Genomineerd |
| 2024 | Premios Goya                                  | Beste regisseur         | Isabel Coixet                | Genomineerd |
| 2024 | Premios Goya                                  | Beste acteur            | Hovik Keuchkerian            | Genomineerd |
| 2024 | Premios Goya                                  | Beste actrice           | Laia Costa                   | Genomineerd |
| 2024 | Premios Goya                                  | Beste mannelijke bijrol | Hugo Silva                   | Genomineerd |
| 2024 | Premios Goya                                  | Beste bewerkt scenario  | Isabel Coixet, Laura Ferrero | Genomineerd |
| 2024 | Premios Goya                                  | Beste camerawerk        | Bet Rourich                  | Genomineerd |
| 2023 | Internationaal filmfestival van San Sebastián | Gouden Schelp           | Gouden Schelp                | Genomineerd |